# بيت الشمع (مسلسل)
بيت الشمع هو مسلسل تلفزيوني عراقي عرض في عام 2005.

## الممثلون
- عبد الخالق المختار
- فاضل خليل
- عبير فريد
- بتول عزيز
- سمر محمد
- شكري العقيدي
- راسم الجميلي
- جمال الشاطي
- ابتسام فريد
- آلاء حسين
- آسيا كمال
- كامل ابراهيم